# Антесано (Салерно)
Антесано (итал. Antessano) је насеље у Италији у округу Салерно, региону Кампанија.
Према процени из 2011. у насељу је живело 3416 становника. Насеље се налази на надморској висини од 187 м.